# Daniel Knoderer
Daniel Knoderer né à Paris en 1948 est un relieur français.

## Biographie
Daniel Knoderer est un relieur contemporain qui réalise des livres-sculptures à l'aide de matériaux traditionnels et modernes.

## Collaboration avec d'autres artistes
Danie Knoderer a collaboré avec différents artistes dont Ben, Arman, et César, lorsqu'il se trouvait à Nice par exemple cet exemplaire unique réalisé avec ce dernier .

## Collections, expositions
- Librairie Priva-L'Art[3]
- Bibliothèque historique de la ville de Paris
- Collection Fabien Duclos